# Giáo phận Spiš
Giáo phận Spiš, Slovakia (tiếng Slovak: Spišská diecéza, tiếng Latinh: Dioecesis Scepusiensis, tiếng Hungary: Szepesi egyházmegye) là một giáo phận của Giáo hội Công giáo Rôma tại Slovakia. Giáo phận Spiš bao gồm các phần trung tâm và phía đông của Vùng Žilina và phần phía tây của Vùng Prešov. Tòa giám mục của giáo phận ở Spišská Kapitula. Giáo phận Spiš có diện tích 7.802 km 2 với 583.633 người, Theo số liệu thống kê năm 2004, giáo phân có 76,6% theo đạo Công giáo. Giáo phân bị trống tòa sau khi giám mục Štefan Sečka qua đời đột ngột.<ref>www.tkkbs.sk. "Úmrtie: Zomrel spišský diecézny biskup Mons. Štefan Sečka". www.tkkbs.sk. Truy cập ngày 28 tháng 10 năm 2020. Giám mục mới hiện nay là giám mục phụ tá Ján Kuboš được bổ nhiệm.

## Lịch sử
Giáo phận được thành lập tại Hungary vào ngày 13 tháng 3 năm 1776 với tư cách là một đơn vị trực thuộc Tổng giáo phận Esztergom. Năm 1804, giáo phận được đổi thành Tổng giáo phận Eger. Vào ngày 30 tháng 12 năm 1977, giáo hội Slovakia mới được thành lập với lãnh địa là Giáo phận Trnava. Lần thay địa giới cuối cùng diễn ra vào ngày 31 tháng 3 năm 1995 khi nơi này được đổi thành Tổng giáo phận Košice mới được nâng cấp 